# Garðar Jóhannsson
Garðar Jóhannsson (født 1. april 1980 i Garðabær, Island) er en islandsk tidligere fodboldspiller (angriber).
Jóhannsson spillede i hjemlndet hos en række klubber, og vandt blandt andet det islandske mesterskab med både KR Reykjavík og Stjarnan. Han var også udlandsprofessionel i både Norge og Tyskland.
Jóhannsson spillede otte kampe og scorede to mål for det islandske landshold, som han debuterede for i en venskabskamp mod Malta i november 2008.

## Titler
Islandsk mesterskab
- 2003 med KR Reykjavík
- 2014 med Stjarnan

Norsk pokal
- 2010 med Strømsgodset